# 評判!なかむら屋
『評判!なかむら屋』（ひょうばん・なかむらや）は、2006年4月3日から2010年3月18日まで朝日放送テレビ（ABCテレビ）で放送されていた通販番組で、中邨雄二（ABCアナウンサー）の冠番組である。

## 概要
中邨が喫茶店のマスターに扮し、その喫茶店を舞台に店員（中濱葉月〈当時朝日放送アナウンサー〉）や常連客（リポーター）が、全国各地で見つけた名品（生活に役立つ商品）を持ち寄り紹介しあう。
2008年3月までの水曜日は、中邨と女性パートナー（渡辺たかねと田中さなえのどちらかが出演）が近畿やその周辺を旅し、そこで見つけた名産品などを紹介していた。
2010年3月18日をもって本番組は終了。同年4月5日からは、後続番組として関西で活動している俳優の妹尾和夫を起用した『せのぶら!』を開始した。
中邨は2018年4月から2020年秋改編まで『おはようコールABC』（平日早朝の情報番組）にて火曜日（2020年4月以降は金曜日も）のスポーツコメンテーターとして出演していたが、5時台スポーツコーナー内の中邨担当パート名が、本番組に由来した「なかむら屋」となっていた。

## 放送時間
| 放送期間                      | 放送日時                  |
| ----------------------------- | ------------------------- |
| 2006年4月3日 - 2009年3月26日  | 月 - 木曜日 10:54 - 11:23 |
| 2009年3月30日 - 2010年3月18日 | 月 - 木曜日 10:54 - 11:30 |

- 祝日および夏の高校野球中継期間中は休止となった（後者は雨天中止時も雨傘番組で対応するため休止）。また、後者は大会終了後も同中継で放送できなかった一部のネットセールス番組を振替放送（そのうち、自社制作でもあるものは朝日放送のみ他日に臨時枠移動）する場合にも休止となった。
- 報道特別番組などにより急遽番組が休止となった場合は、木曜日の同じ時間帯に振り替えて放送することがあった。
- 木曜日の同時間や月曜日の4:30 - 4:55は、過去に放送した中から好評だった内容を再放送していた。また放送時間は10:54 - 11:22となり、ステブレレスで『鬼嫁厳選!コレええねん』の再放送に接続していた。
- 不定期で、同局制作のショッピングスペシャル番組が放送される場合は、本番組を休止していた。
- 2009年3月30日からは『鬼嫁厳選!コレええねん』が終了し、本番組の放送時間が10:54 - 11:30に拡大され、再放送は月曜日の4:28 - 5:00に変更された｡

## 出演者
- 中邨雄二（朝日放送アナウンサー、店主）
- 中濱葉月（当時朝日放送アナウンサー、店員）
- 松波利佳（常連客）
- 江崎友基子（常連客）
- 鈴木史朗（常連客）
- 岡村亜紀（常連客）
- 有泉慶美（常連客）
- みかん（常連客）
- 佐野ヒカル（常連客）
- ヒカリゴケ（常連客）
- 渡辺たかね
- 田中さなえ
- 望月理恵（常連客）
- なすなかにし（常連客）

## スタッフ
- ナレーター： 栗本有紀子
- 構成：石野孝、中川正博
- スタジオ技術：テイクシステムズ
- 編集・MA：日本VTRスタジオ、東通AVセンター
- 美術：テレビ朝日クリエイト
- ロケ技術：映広、光学堂
- 音響効果：マジカル
- スタイリスト：青木寿里加
- デスク：上田奈々子
- AD:高橋敬明、菅原祥子、土田麻奈子
- ディレクター:ながさわ新、張森、川崎けい子、佐伯謙悟（IMPACT）
- プロデューサー
  - 波多野修・星悟（tcj）
  - 株柳真司・高野直子・松本めぐみ・鳥海久慎（ABC）
- 制作：tcj、IMPACT
- 制作著作：朝日放送